# Antithymocytenglobuline
Antithymocytenglobuline (ATG) is een medicijn van een gezuiverd en behandeld diereneiwit dat soms wordt toegepast bij patiënten met aplastische anemie, een vorm van bloedarmoede. ATG bevat eiwitten die zijn verkregen uit bloed van paarden. Bij aplastische anemie worden de lichaamseigen stamcellen in het beenmerg vernietigd door de zogenaamde T-lymfocyten, specifieke cellen van het menselijk immuunsysteem.
Het vergelijkbare antilymfocytenglobuline (ALG) bevat eiwitten die zijn verkregen uit het bloed van konijnen.

## Productie
ATG wordt gemaakt door eerst bloed af te nemen bij de mens en dit vervolgens te zuiveren. De gezuiverde lymfocyten worden geïnjecteerd bij een dier, meestal een paard of een konijn. Dit proces kan vergeleken worden met een vaccinatie. Wanneer een persoon een vaccinatie krijgt, wordt dit door het lichaam herkend als vreemd of onbekend. Het immuunsysteem begint antistoffen en proteïnen te produceren om zich tegen deze vreemde stof te verdedigen. Het lichaam probeert dan de vreemde stof te vernietigen. Het paard herkent deze menselijke lymfocyten dan ook als vreemd en zal antistoffen gaan aanmaken tegen de cellen. Deze antistoffen worden uit het paardenbloed gehaald. Vervolgens worden ze geïsoleerd en bewerkt.

## Toepassing
Nadat de antistoffen geïsoleerd en bewerkt zijn worden ze in de menselijke bloedbaan gebracht. Dit wordt gedaan met een speciaal infuus. De bedoeling is dat het langzaam in het lichaam terechtkomt. Het duurt ongeveer 4 tot 6 uur en dit 6 dagen lang. Dit is om de bijwerkingen te verminderen. Hiervoor moet men 10 dagen tot 3 weken in het ziekenhuis liggen. Men moet voor de behandeling geheel infectievrij zijn, omdat de afweer naar nul wordt gebracht. Na de behandeling krijgt de patiënt, indien nodig, nog 6 maanden bestraalde bloedproducten. De antistoffen vernietigen de menselijke T-lymfocyten. Omdat deze cellen deel zijn van het immuunsysteem zal een deel van de afweer vernietigd worden door de ATG. De patiënt zal voor enige tijd geïsoleerd moeten liggen. ATG wordt vaak gecombineerd met ciclosporine, die als tablet wordt ingenomen. De ciclosporine kapselt vervolgens nieuwe T-lymfocyten in, zodat het gedrag van de oude cellen niet wordt gekopieerd. De behandeling met ciclosporine duurt enkele maanden. De behandeling met ciclosporine heeft wel enkele risico's en bijwerkingen. Bijwerkingen zijn onder andere een hoge bloeddruk, tandvleeszwelling en een gestoorde nierfunctie. Het risico is dat de patiënt, voornamelijk in het begin, een verhoogde kans heeft op infecties. Er zijn veel bijwerkingen van ATG. De meest serieuze maar ook meest zeldzame bijwerking is een anafylactische schok. Dit is een overgevoelige reactie van het immuunsysteem. De meeste mensen ontwikkelen geen anafylaxis maar hebben vaak last van minder erge reacties zoals: griep, rillingen, huiduitslag en koorts. Wanneer de ATG stopt gaan de bijwerkingen ook weg. 